# Gåtan
Gåtan, engelska The Riddler, i svenska översättningar av serietidningarna kallad Gåtmannen, är en fiktiv superskurk i DC Comics. Han är främst en fiende till Batman. Figuren skapades av Bill Finger och Dick Sprang, och gjorde sitt första framträdande i Detective Comics #140 (1948).
År 2009 blev Gåtan rankad som nummer 59 i IGN:s lista över de 100 bästa serietidningsskurkarna genom tiderna.

## Historik
Innan debuten i 1960-talets TV-serie hade Gåtan endast dykt upp i tre seriealbum, av vilka två hade publicerats närmare 20 år tidigare. Frank Gorshin, som spelade figuren i TV-serien med en stor energisk prestanda, populariserade dock figuren skyhögt, och Gåtan blev därefter en av Batmans mest återkommande motståndare i serietidningarna.
Jämte skrattet etablerade Gorshins även två andra ikoniska drag hos figuren. Det ena var citatet "Riddle me this/riddle me that", som kom att bli generellt förknippat med figuren. Det andra var figurens alternativa klädstil i form av plommonstop och kostym med slips som kom att användas i många framtida skildringar, särskilt när skaparna började sträva efter att skapa en mer seriös framtoning hos figuren. Gorshin bar kostymen så ofta han kunde under tagningarna eftersom han ogillade att bära den traditionella spandexdräkten.
Gorshins framställande av figuren fortsätter än idag att hyllas av kritiker och fans som en av de bästa, om inte den bästa, av skurkarna som dök upp i TV-serien.

## Överblick
Gåtan är besatt av gåtor, pussel och ordspel. Han njuter av att förvarna både Batman och polisen om sina brott genom att sända dem komplexa ledtrådar. Med denna självmedvetna användning av en gimmick är Gåtans brott överdrivna och skrytsamma. Figuren klär sig oftast i dominomask med antingen en grön kostym och hatt, eller en grön spandexdräkt. Ett svart eller lila frågetecken fungerar som hans symbol.
Gåtan framställs normalt som en vältalig, men egendomlig person. Han anses dock vara galen då han aldrig kan begå ett brott utan att lämna en ledtråd. Ett sådant exempel kan man se i ett nummer av Batman från 1965 med namnet "The Remarkable Ruse of The Riddler", där han försöker att avstå från att lämna en gåta, men misslyckas. Detta tvång har varit ett återkommande tema, som visas i ett nummer av Gotham Adventures från 1999, där han försöker begå ett brott utan att lämna en gåta, men inte lyckas, varefter han yttrar: "Du förstår inte... jag ville verkligen inte lämna några ledtrådar. Jag hade egentligen planerat att aldrig skickas tillbaka till Arkham Asylum. Men jag lämnade en ledtråd i alla fall. Så jag... jag blir tvungen att skickas tillbaka dit eftersom jag kanske behöver hjälp. Jag... jag kanske faktiskt är galen."
Till skillnad från de flesta andra av Batmans fiender vänder sig inte Gåtan till brott på grund av hämndmotiv eller för att bygga upp någon personlig förmögenhet, utan snarare för att utmana sin omgivning med sitt intellekt. Istället för att helt enkelt döda sina motståndare brukar han sätta dem i komplexa dödsfällor ur vilka de endast kan ta sig ut genom att lösa avancerade gåtor och pussel. En stor del av hans brott är dock av icke-våldsam natur. Trots att Gåtans beteende ofta verkar vansinnigt är det i själva verket resultatet av en djup neuros.

## Fiktiv biografi
Vissa författare har indikerat att Gåtans tvång beror på föräldrarnas misshandel som han fick utstå som barn. Efter att Edward fick höga betyg på flera stora prov i skolan slog hans far honom av avundsjuka, omedveten om att hans son var lysande och i tron att han hade fuskat. Detta lämnade honom med en stark inre önskan att berätta sanningen och bevisa sin oskuld. Denna önskan manifesterar sig i form av besatthet av gåtor. Andra författare har indikerat att hans galenskap, liksom hans övergång till brott i allmänhet, har sina rötter i en längtan att höja sig över den anonymitet som han hade i sin ungdom.
Gåtans kriminella arbetssätt är så djupt rotat i hans personlighet att han är så gott som maktlös gentemot sig själv från att agera ut sina kriminella planer (som visas i hans tredje serietidningsframträdande). Han kan inte bara döda sina motståndare när han har övertaget, utan måste sätta dem i en dödsfälla för att se om han kan skapa intellektuell utmaning på liv och död som hjälten inte kan lösa och för att sedan fly. Men till skillnad från många av Batmans fiender så är Gåtans tvång ganska flexibelt, vilket gör att han kan begå vilket brott som helst så länge han kan beskriva det i en gåta eller ett pussel.
Efter att en lärare meddelat att en tävling skulle hållas om vem som kan lösa ett pussel snabbast siktar den unge Edward Nigma (eller Nashton vid den tidpunkten, enligt vissa författare) på att vinna tävlingen. Detta för att få äran och tillfredsställelsen som kommer med segern. Han smyger in i skolan en natt, tar pusslet från katedern, och övar tills han kan lösa det på under en minut. Enligt förväntan vinner han tävlingen och får en bok om gåtor som pris. Hans fusk belönas, och Edward omfamnade och började bemästra pussel av alla slag. Han blev till slut anställd på ett tivoli, där han utmärkte sig genom att lura kunderna på pengar med sina bisarra pussel och logikspel. Han längtar snart efter större utmaningar och mer spänning, och tar sig identiteten som Gåtan för att utmana Batman, som han tror skulle kunna vara en värdig motståndare för honom. 
Först visar sig Gåtan vara mycket framgångsrik när han drar igång en brottsvåg genom Gotham City. Batman härleder snart att den nya skurken lämnar förvirrande ledtrådar i förväg inför varje brott, och börjar arbeta på lösningarna för att omintetgöra Gåtans kommande brott. Gåtan lyckas dock gång på gång att komma undan. Gåtans sista ledtråd lyder "Why is corn so hard to escape from?" ("Varför är majs så svårt att undkomma?"). Batman drar slutsatsen att svaret måste vara "maize" (ett annat ord för "majs" på engelska), vilket uttalas "maze" (labyrint). I sin nästa brottsscen gömmer sig Nashton i en komplex labyrint som han konstruerat som den ultimata dödsfällan för att utmana Batman. Batman, som går in i labyrinten för att ta upp jakten, måste därefter fly från en bomb som gömts i en av de många gångarna innan den detoneras. Batman undkommer, men explosionen kastar Gåtan från en pelare och sänder honom mot sin förmodade undergång. Men efter två månader visar sig Gåtan vara vid liv och återgår till sin brottskarriär genom att råna en riksomfattande pusseltävling på dess prispengar.
Gåtan blir slutligen gripen när han ger medborgarna i Gotham City en charadledtråd som han förutsåg skulle dra stora folkmassor till Gotham Museum, där han planerade att stjäla några egyptiska artefakter och fly i mängden. Men han stoppas när Batman och Robin kommer och fångar honom innan han kunde göra sin undanflykt. Efter att ha blivit villkorligt frigiven från fängelset återvänder Gåtan och önskar att dra till sig all Batmans uppmärksamhet. Därför hjälper han hjälten att gripa alla brottslingar som han är upptagen med att jaga. Nu, med Batmans fulla uppmärksamhet, skickar Gåtan honom en klurig gåta, som övertygar honom om att brottslingen är ute för att råna en svart pärla från en miljonär i Gotham. Batman och Robin griper Gåtan med pärlan, men får veta att han tydligen lagligen hade köpt den. Senare grips Gåtan under flykten från ett konstgalleri med en ovärderlig relik, men Batman får bittert erfara att han hade ärvt det från sin farbror. Strax därefter räknar Batman och Robin ut att Gåtan hade gett dem en annan ledtråd i form av deras två senaste möten. Den första på miljonärernas fritidsbåt och den andra vid Peales konstgalleri. Batman upptäcker att det faktiskt finns två ledtrådar, en för att vilseleda honom och den andra visar Gåtans verkliga brott. Batman gör slutsatsen om att en av ledtrådarna är alltför uppenbar, och därmed att det måste har varit en undanmanöver. Således måste den andra ledtråden förutse platsen för Gåtans nästa brott. Batman tar sig till platsen för brottet och fångar Gåtan på bar gärning mitt i ett rån, vilket gör det lätt att gripa honom.
Gåtan dyker senare upp i "The Question", övertygad om att bli den störste skurken genom tiderna. Han kapar en buss och börjar ställa gåtor till passagerarna. Han dödar och rånar alla som ger felaktiga svar. The Question kuvar honom genom att be honom filosofiska gåtor i gengäld. Han blir överlistad och får ett nervöst sammanbrott innan han frias som belöning för att få en sista gåta rätt.
I "Riddler and the Riddle Factory" blir Gåtan värd för en underjordisk spelshow som fokuserar på att gräva upp mörka hemligheter om kändisar. Många av de kända personer som han förödmjukar slutar med att begå självmord. I slutändan visar hans handlingar sig vara en front för sina försök att hitta de dolda skatterna tillhörande "Scarface" Scarelli, en gangster som levt långt innan Batmans brottsbekämpning.
Gåtan har haft ett samarbete med The Cluemaster, även om han till en början tyckt illa om skurken som till synes kopierat hans arbetssätt. I deras första möte fäster han en bomb på sin kollega och skickar Batman på jakt efter gåtor, liksom bort från sin verkliga plan att stjäla en stor mängd ovärderliga baseballvaror. De två slår sig samman vid ett par tillfällen efteråt, och arbetar tillsammans på en stor plan strax innan Cluemasters uppenbara död i "The Suicide Squad".
Han tycks vara mer rationell och försiktig än andra skurkar. Under crossovern "No Man's Land", efter att Gotham City härjats av en jordbävning som släppt Arkham Asylums fångar fria, väljer Gåtan att fly Gotham istället för att stanna kvar i det laglösa kaos som följde. Det är under denna period som han gör det dåliga valet att attackera Black Canary och Green Arrow i Star City, som enkelt besegrar honom.

## Krafter och förmågor
Gåtan har en extrem uppfinningsrikedom i att avläsa och formulera pussel av alla slag. Hans deduktiva förmåga har hjälpt honom i sin nya roll som privatdetektiv, där han visat sig ha likvärdig undersökningsförmåga som Batman.
Gåtan har inga övermänskliga förmågor, men är en mycket listig kriminell strateg. Han är inte särskilt begåvad i slagsmål, men använder ibland vapen som exploaterar hans gimmick, såsom exploderande pusselbitar, hans ökända frågeteckenkäpp, känd för att ha en brett sortiment av olika tekniska anordningar och vapen, och pistoler formade som frågetecken. Han visar sig vara skicklig med ingenjörsvetenskap och teknik, vilket gör att han kan lura in Batman och Robin i unika och utarbetade dödsfällor. Han är känd som Batmans mest intelligenta motståndare.

## I andra medier

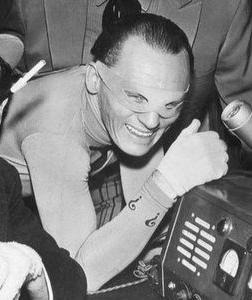
Frank Gorshin spelade Gåtan i Läderlappen (1966).

### Läderlappen (1966–1968)
Frank Gorshin spelade Gåtan under första och tredje säsongen av 1960-talets TV-serie Läderlappen. Gorshin var frånvarande under hela den andra säsongen eftersom han hade krävt högre betalning för rollen. Han ansåg att han förtjänade det då han hade utsetts till seriens stjärna. Kravet blev dock avslaget av producenten William Dozier. Dozier hoppades dock på att Gorshin skulle dra tillbaka sitt krav och återvända. En annan skurk, Pusslaren (spelad av Maurice Evans), fungerade som Gåtans ersättare i ett dubbelavsnitt under andra säsongen. Mot slutet av den säsongen, då Gorshin fortfarande inte hade gett upp sitt krav på en höjning, bestämde sig Dozier för att ge rollen som Gåtan till John Astin. Eftersom Astin inte blev särskilt populär i rollen fick Gorshin återta den under säsong 3. Den populära TV-serien var inspirerad av Gåtans första utseende under Silver Age, med premiärepisoden som blev en adaptation i upplagan Batman #171.
Gorshin repriserade denna roll i långfilmen som bygger på TV-serien (1966), i vilken hans medbrottslingar Jokern, Pingvinen och Kattkvinnan blir upprörda över att han lämnar ledtrådar i form av gåtor till deras brott till Läderlappen. Liksom i TV-serien är Gorshins karaktär lugn och beräknande vid det ena tillfället och vild och instabil vid det andra.

### Filmation-serien (1968–1977)
Gåtan gjorde sitt första framträdande i animerad form i 1968 års TV-serie The Adventures of Batman, med röst av Ted Knight, där han är en av de mest återkommande skurkarna. Gåtan dyker dock inte upp i något avsnitt av The New Adventures of Batman (1977), men syns i introt i en röd version av sin dräkt. Inledningsvis nämns det även att han blivit arresterad i avsnittet "The Deep Freeze". Anledningen till att Gåtan inte gjorde något framträdande i den sistnämnda serien var att Filmation-studions konkurrent, Hanna-Barbera, ägde rättigheterna till denna figur i Challenge of the Super Friends på den tiden.

### Rättvisans kämpar (1973–1986)
Gåtan dyker upp som en av medlemmarna i Lex Luthors Legion of Doom i den tredje säsongen (Challenge of the Super Friends) av TV-serien Rättvisans kämpar. I den femte säsongen (Super Friends) gjorde han sitt enda soloframträdande i avsnittet "Around the World in 80 Riddles". I samtliga säsonger görs hans röst av Michael Bell.

### Legends of the Superheroes (1979)
Gorshin repriserade sin roll som Gåtan i Legends of the Superheroes (1979). Gåtan är den första skurken som dyker upp i programmet, där det antyds att han redan har mött Läderlappen och planerar att stämma honom för falsk arrest.

### DC Animated Universe (1992–2006)
I DC Animated Universe görs Gåtans röst av John Glover (på svenska av Peter Sjöquist). I Batman: The Animated Series dyker han upp i tre avsnitt. Han introduceras i avsnittet "If You're So Smart, Why Aren't You Rich?", där han arbetar för ett bolag som tillverkar datorspel. Nygma skapar ett mycket framgångsrikt spel, Minotaur maze, som tjänar bolaget miljoner. Hans giriga chef, Daniel Mockridge, avskedar honom eftersom han vill ha vinsten för sig själv. För att hämnas tar sig Nygma identiteten som Gåtan, kidnappar Mockridge och håller honom fången i en dödsfälla i en version av Minotaur maze i naturlig storlek. Trots att Batmans sympati står på Nygmas sida måste han och Robin rädda livet på Mockridge innan han dödas. Producenterna bestämde sig för att denna version av Gåtan skulle ha en mer sansad personlighet till skillnad från Gorshins galna version för att undvika förvirring med Jokern. Skaparna har nämnt att Gåtan inte gjorde så många framträdanden i serien på grund av att hans handlingar ofta var för långa och komplicerade, och för att de fann hans gåtor alltför svåra att utforma. Den här versionen är klädd i kostym istället för sparkdräkt, som han vanligen använder. Gåtan gör endast cameo-framträdanden i två avsnitt av The New Batman Adventures. Han dyker dock upp i avsnittet "Knight Time" av spinoff-serien Stålmannen, där han har en större roll. Den här versionen är klädd i sin vanliga sparkdräkt. Han bär dock ingen dominomask.

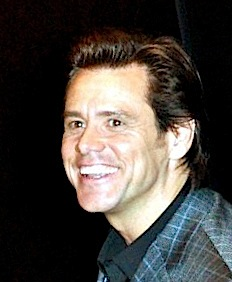
Jim Carrey spelade Gåtan i Batman Forever (1995).

### Batman Forever (1995)
Jim Carrey spelar Edward Nygma/Gåtan i filmen Batman Forever (1995), och är en av de två huvudskurkarna tillsammans med Two-Face. Denna version av Gåtan återgår till en mer galen, tricksterorienterad version som porträtterades i de ursprungliga serietidningarna och i Frank Gorshins version i 1960-talets TV-serie. Edward Nygma är anställd av Wayne Enterprises och uppfinner en apparat som kallas The Box, som visar bilder direkt från användarens sinne. Nygma ser den som nästa generation av TV. Bruce Wayne avvisar dock idén eftersom mental manipulation väcker "för många etiska frågor". Nygma upptäcker slutligen att hans enhet kan öka hans egen intelligens. Efter att ha dödat sin handledare, Fred Stickley, tar han sig identiteten som "Gåtan". Därefter allierar han sig med Two-Face och får reda på att Bruce Wayne är Batman. De sätter därefter upp en plan för att lura in honom i deras fälla. Men innan de hinner döda Batman blir Gåtans Box förstörd, vilket orsakar att intelligensen som han åstadkommit skickas tillbaka ut och lämnar honom helt sinnesrubbad. Efter Two-Faces död blir Gåtan inlåst i Arkham. Han skriker i timmar att han vet vem Batman är. Doktor Chase Meridian ber honom att berätta, och Gåtan säger att det är han som är Batman.
I den fjärde filmen, Batman & Robin (1997), syns Gåtans dräkt vid ett tillfälle i Arkham Asylum, tillsammans med Two-Faces.

### The Batman (2005–2008)
Gåtan dyker upp i den tecknade TV-serien The Batman, med röst av Robert Englund. Denna version uppvisar ett gotiskt utseende och tjänas av hantlangare som kallas Riddlemen.

### Batman: The Brave and the Bold (2008–2011)
Gåtan medverkar i Batman: The Brave and the Bold med röst av John Michael Higgins. Han gör en cameo i avsnittet "The Knights of Tomorrow", då han kortfattat blir besegrad i en tillbakablick. Han dyker även upp i inledningen av avsnittet "A Bat Divided", där han leder en gameshow som kallas "Riddle me this". Batman är då fastkedjad på ett stort frågetecken, och Booster Gold måste svara på ett antal gåtor som Gåtan ställer. För varje felaktigt svar får Batman en elektrisk stöt. Batman lyckas dock befria sig själv och Booster Gold, och slår ut Gåtan och alla hans hejdukar.

### Batman: Arkham-serien (2009–)
Gåtan medverkar i Batman: Arkham-serien, med röst av Wally Wingert. I Batman: Arkham Asylum (2009) dyker han inte upp fysiskt, men han hackar sig in i Batmans kommunikationssystem och utmanar hjälten med olika gåtor. Han har spridit ut samlingsbara gåttroféer runt om på ön, och han tvivlar på att Batman kan hitta alla. När väl Batman har löst alla gåtor blir Gåtan arresterad av polisen. I Batman: Arkham City (2011) utmanar han återigen hjälten med att hitta gåttroféer och lösa gåtor. Den här gången har han kidnappat anställda på Aaron Cashs medicinska förbund, och håller dem i dödsfällor. Det är upp till Batman att rädda dem efter att ha löst tillräckligt med gåtor. Efter att Batman befriat fångarna blir Gåtan återigen arresterad.

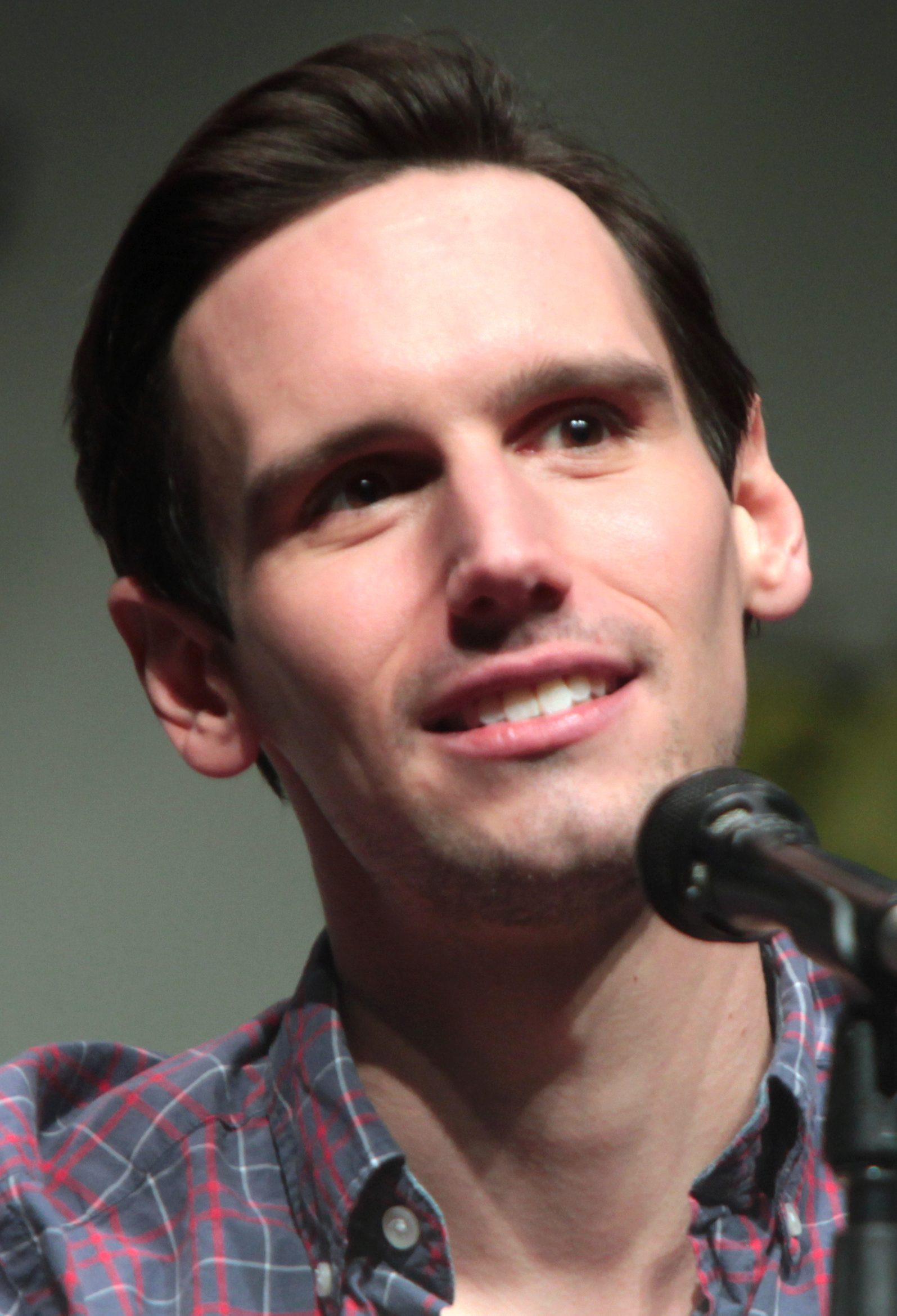
Cory Michael Smith spelar Edward Nygma i Gotham (2014-).

### Gotham (2014-)
Gåtans alter ego Edward Nygma medverkar i TV-serien Gotham, spelad av Cory Michael Smith. Den här versionen är en kriminaltekniker som arbetar för Gotham Citys poliskår med en förkärlek att uttrycka sina resultat i form av gåtor. Han samarbetar ofta med detektiverna Jim Gordon och Harvey Bullock för att bearbeta och presentera bevis i fall på vilka de arbetar. Han hyser romantiska intressen för den kvinnliga medarbetaren Kristin Kringle och begår sitt första brott när han dödar hennes våldsamme pojkvän Tom Daugherty. Han lyckas undkomma att bli upptäckt, men genomgår ett mentalt sammanbrott och utvecklar en alternativ personlighet som är aggressiv istället för hans blyga personlighet med låga sociala kompetens. Han börjar så småningom att dejta Kringle, men hon avvisar honom när han erkänner mordet på Daugherty. Han stryper henne oavsiktligt till döds när han försöker få henne att stanna så att han kan förklara mordet. Han gör sig av med kroppen för att gömma bevisen. Som ett resultat accepterar han sin andra personlighet och blir en brottsling. Han börjar så småningom misstänka att Gordon är hans brott på spåren och lägger skulden för mordet på en GCPD-tjänsteman på honom.

### The Batman, 2022
Redan 2021 skulle Matt Reeves The Batman haft sin premiär men sköts fram med mindre än ett år med anledning av pandemin Covid 19.
Tidigt tillkännagavs Paul Dano och Colin Farrell som filmens skurkars skådespelare, det är dock Gåtan som blir filmens huvudsakliga antagonist. 
Med anledning av att filmen pågår på biografer i nuläget så tar artikeln inte upp Gåtans karaktäristisk av respekt för biobesökarna.